# Fronteras de Sudáfrica
Sudáfrica comparte fronteras terrestres con 6 países: Namibia, Botsuana, Zimbabue, Mozambique, Suazilandia y Lesoto, con un total de 5244 km.

### Tabla resumen
La siguiente tabla resume todas las fronteras de Sudáfrica:
| País        | Tierra (km) | Mar (km) | Total (km) | Notas |
| ----------- | ----------- | -------- | ---------- | ----- |
| Namibia     | 1005        |          | 1005       |       |
| Botsuana    | 1969        |          | 1969       |       |
| Zimbabue    | 230         |          | 230        |       |
| Mozambique  | 496         |          | 496        |       |
| Suazilandia | 438         |          | 438        |       |
| Lesoto      | 1106        |          | 1106       |       |
| Total       | 5244        |          | 5244       |       |